# Tossal de Miró
El Tossal de Miró és una muntanya de 384 metres que es troba al municipi d'Ossó de Sió, a la comarca catalana de l'Urgell.